# Operation Ajax
Operation Ajax (eigentlich TPAJAX, wobei TP für das CIA-Länder-Kryptonym des Iran und AJAX für den Reiniger „Ajax“ von Colgate-Palmolive steht) war eine geheime Operation der CIA und des MI6 im August 1953 im Iran, mit der der demokratisch gewählte Premierminister Mohammad Mossadegh gestürzt und Fazlollah Zahedi als neuer Premierminister installiert werden sollte. Der Plan wurde am 1. Juli 1953 vom britischen Premierminister Winston Churchill und am 11. Juli 1953 vom amerikanischen Präsidenten Dwight D. Eisenhower genehmigt. Von den beiden Regierungen war ein Budget von $ 285.000 bereitgestellt worden, wobei die Vereinigten Staaten $ 147.000 und Großbritannien $ 137.000 zugesagt hatten. Der Plan basierte auf einer Zusammenarbeit mit prominenten Geistlichen, der Unterstützung der iranischen Armee und einer Mehrheit der Abgeordneten des iranischen Parlaments sowie des Schahs.
Die genauen Abläufe sind inzwischen weitgehend geklärt, da zahlreiche, ursprünglich in den USA geheim gehaltene Dokumente seit 2013 zugänglich sind. Aus den Akten geht hervor, dass der ursprüngliche Plan, Mossadegh durch ein Dekret des Schahs abzusetzen und General Zahedi zum neuen Premierminister zu ernennen, zunächst scheiterte, da Mossadegh, der an seinem Amt festhielt, sich der Entlassung widersetzte. Erst durch massive Pro-Schah-Demonstrationen im ganzen Land, die von der Geistlichkeit auf Anweisung von Großajatollah Hossein Borudscherdi organisiert worden waren, wendete sich die politische Lage, und Mossadegh gab auf.

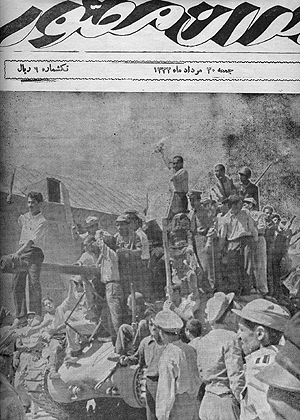
Titelbild der Teheraner Wochenzeitung Tehran Mosavar nach der Operation Ajax, 19. August 1953

## Vorgeschichte

### Wechsel der Regierung
Am 7. März 1951 wurde Premierminister Hadsch Ali Razmara durch ein Attentat von Chalil Tahmassebi, einem Mitglied der Geheimorganisation Fedajin-e Islam, ermordet. Sein Nachfolger im Amt, Hossein Ala, trat nach wenigen Wochen wegen des politischen Drucks, ausgelöst durch gewalttätige Demonstrationen der Anhänger Mossadeghs, zurück. Am 29. April 1951 ernannte der Schah Mossadegh zum Premierminister. Neun Tage später wurde Mossadegh vom Parlament mit 99 zu 3 Stimmen im Amt bestätigt.

### Verstaatlichung der Ölindustrie
Am 15. März verabschiedete das Parlament das Gesetz zur Verstaatlichung der Ölförder- und Raffinerieanlagen. Auslöser war der von Großbritannien geführte internationale Ölkonzern Anglo-Iranian Oil Company (AIOC, später umbenannt in BP), der das Ölgeschäft des Landes beherrschte und sich weigerte, die Gewinne daraus in von iranischer Seite neu gefordertem Umfang zu teilen. Nach dem Abkommen vom 29. April 1933, das eine Laufzeit von 60 Jahren hatte, belief sich der persische Anteil am Gewinn auf 20 %, während der Staatsanteil in den umliegenden Ölförderländern in neueren Verträgen mit amerikanischen Mineralölkonzernen mit bis zu 50 % in der Regel deutlich höher lag.
In den folgenden zwei Jahren „tobte ein bitterer diplomatischer Kampf zwischen den Briten, die dies rückgängig machen wollten, und den iranischen Nationalisten“, der sich zu einer internationalen Krise, der Abadan-Krise, ausweitete. Unter Dwight D. Eisenhower schwenkten 1953 die USA auf die britische Linie ein, „weil es Churchill gelungen war, ihn davon zu überzeugen, dass Mossadegh letztlich dem Kommunismus im Iran Tür und Tor öffnen würde“, indem ein Bündnis Mossadeghs mit der kommunistischen Tudeh-Partei und damit eine Annäherung des Iran an die Sowjetunion bevorstehen könnte.

### Ermächtigungsgesetz
Am 3. August 1952 verabschiedete das iranische Parlament ein Ermächtigungsgesetz, nach dem alle von Mossadegh unterzeichneten Gesetzesentwürfe unmittelbar Rechtskraft erlangten, auch wenn sie vom Parlament und Senat noch nicht diskutiert und verabschiedet und vom Schah unterschrieben waren. Mossadegh begründete dies damit, dass sich das Land in einer Notsituation befände und die Regierung handlungsfähig bleiben müsse. In dem Gesetz war vorgesehen, dass die Gesetzentwürfe dem Parlament nachträglich vorgelegt werden müssten. Tatsächlich nutzte Mossadegh diese Möglichkeit, das Parlament, den Senat und den Schah aus dem Gesetzgebungsprozess auszuschalten, da er nicht mehr vor dem Parlament erschien. Nach Ablauf der sechs Monate beantragte Mossadegh eine Verlängerung seiner Vollmachten. Nach heftigen Diskussionen verabschiedete das Parlament am 20. Januar 1953 eine Verlängerung der Vollmacht mit der Maßgabe, dass Mossadegh umgehend alle Gesetzesentwürfe, die er unterschrieben hatte, dem Parlament vorlegt, und weitere Gesetze in Zukunft spätestens nach drei Monaten dem Parlament zur Beschlussfassung vorlegt. Auch diesen Vorgaben des Parlaments kam Mossadegh nicht nach.

### Personalwechsel beim Militär
Im Februar 1953 wuchsen die Spannungen zwischen der Regierung Mossadegh und dem Militär, als Mossadegh Generalmajor Mahmud Baharmast als Chef der Armee absetzen und durch Brigadegeneral Taqi Riahi ersetzen ließ und mehrere hochrangige Offiziere der Armee in den vorzeitigen Ruhestand schickte.

### Zusammenbruch der iranischen Ölwirtschaft
Ab März 1953 stand die iranische Wirtschaft durch die ausbleibenden Öleinnahmen vor dem Zusammenbruch. Mossadegh erklärte, dass er Öl weit unter dem Weltmarktpreis verkaufen wolle, auch an Länder des sozialistischen Blocks. Die Sowjetunion hatte Wirtschaftshilfe von 20 Mio. USD zugesagt. General Zahedi hatte mehrfach bei Hofminister Hossein Ala vorgesprochen, um Schah Mohammad Reza Pahlavi dazu zu bewegen, Mossadegh abzusetzen. Doch der lehnte dies ab, so lange der Premierminister das Vertrauen der Mehrheit der Abgeordneten des Parlaments hatte. Der Schah war der Überzeugung, dass Mossadeghs Regierung politisch am Ende wäre, und es daher keiner Intervention von seiner Seite bedürfe.

### Entlassung von Hofminister Ala
Im April 1953 entließ Mossadegh den Hofminister Hossein Ala und ernannte an Alas Stelle Abol Qasem Amini, einen Mann seines Vertrauens. Am 20. April 1953 wurde der Polizeichef von Teheran, Mahmud Afschartus, entführt und wenig später ermordet aufgefunden. Als Drahtzieher seiner Entführung und Ermordung wurde am 22. April 1953 Hossein Khatibi festgenommen. Khatibi behauptete nach seiner Festnahme, man habe bei Afschartus Dokumente gefunden, in denen die Inhaftierung aller CIA-Agenten im Iran angeordnet worden sei. Am 2. Mai 1953 beschuldigte die Regierung die Abgeordneten Mozaffar Baqai und General Fazlollah Zahedi, an der Entführung und Ermordung von Afschartus beteiligt gewesen zu sein, und forderte ihre Festnahme. Parlamentspräsident Abol-Ghasem Kaschani widersprach den Anschuldigungen und gewährte Zahedi Asyl im iranischen Parlamentsgebäude. Den ganzen Monat Juni kam es zwischen den Anhängern und Gegnern Mossadeghs zu heftigen Debatten im Parlament. Die Gegner Mossadeghs beschuldigten ihn, die im Rahmen der Konstitutionellen Revolution erkämpften Rechte des Parlaments zu missachten und wie ein Diktator zu regieren.

### Sowjetisches Angebot zur Rückgabe der iranischen Goldbestände
Am 20. Juli 1953 schrieb die Führung der Tudeh-Partei einen offenen Brief an Mossadegh, in dem sie die Kündigung aller Abkommen zur militärischen und technischen Hilfe durch die USA und den Abbruch der diplomatischen Beziehungen mit den USA forderte. Am folgenden Tag kam es zu einer von der Tudeh-Partei organisierten Massendemonstration mit geschätzten 40.000 Teilnehmern, um den Forderungen nach Abbruch der Beziehungen zu den USA Nachdruck zu verleihen. Die Sowjetunion fragte am 9. August 1953 an, ob ein Verhandlungsteam in den Iran kommen könne, um Mossadegh Wirtschaftshilfe und die Rückgabe von elf Tonnen Gold anzubieten, die die Sowjetunion nach dem Abzug ihrer Truppen nach Ende des Zweiten Weltkriegs aus dem Iran mitgenommen hatte.

### Referendum zur Auflösung des Parlaments
Nachdem am 2. August 1953 Mossadegh die Kontrolle über die königlichen Paläste übernommen hatte, wurde dem Schah nicht mehr gestattet, ohne vorherige Erlaubnis des Ministerpräsidenten Besucher zu empfangen. Die Abgeordneten des iranischen Parlaments hatten sich inzwischen mehrheitlich gegen Mossadegh gestellt. Da entschied sich Mossadegh, das Parlament über ein Referendum aufzulösen. Ein am 3. August 1953 abgehaltenes Referendum zur Auflösung des Parlaments erhielt eine Mehrheit von 99,94 %. Bei dem Referendum wurden getrennte Wahllokale für die Ja- und die Nein-Stimmen aufgestellt. Es war also klar erkennbar, wer gegen den Vorschlag Mossadeghs, das Parlament aufzulösen, stimmte. Vor den Abstimmungslokalen standen Mossadegh-Anhänger und hatten eine entsprechende Drohkulisse aufgebaut. So ist es nicht verwunderlich, dass in Teheran nur 170 Nein-Stimmen abgegeben wurden.

## Vorbereitung der Operation
Am 6. oder 19. Juli 1953 reiste Kermit Roosevelt jr. in den Iran, um sich mit General Fazlollah Zahedi zu treffen. Zahedi, der seit 1949 die Nationale Front unterstützte und im ersten Kabinett von Mossadegh Innenminister gewesen war, hatte sich mit Mossadegh überworfen, da er gegen die von Mossadegh eingeleitete Zusammenarbeit mit der kommunistischen Tudeh-Partei war. Nach seinem Bruch mit Mossadegh wurde Zahedi Mitglied im „Komitee für die Rettung des Vaterlandes“ (Komitah-e Najat-e Vatan, auch Komitee der 46 genannt), einer Widerstandsbewegung unter iranischen Offizieren und Zivilisten. Ein weiteres bekanntes Mitglied des Komitees war General Hasan Arfa. H. Norman Schwarzkopf sr. reiste am 1. August 1953 ebenfalls nach Teheran, soll jedoch Tage später das Land wieder verlassen haben.
„Es war keinesfalls die Absicht der CIA“, wie der französische Journalist Gérard de Villiers schreibt, „einen militärischen Konflikt auszulösen“, was mit den 900 Mann der amerikanischen Militärmission auch nicht möglich gewesen wäre, sondern „den Widerstand gegen Mossadegh zu organisieren und zu koordinieren“.
Dazu stellte CIA-Chef Allen Welsh Dulles eine Million US-Dollar zur Verfügung für „jedwede Maßnahme“, die geeignet war, „zum Sturz Mossadeghs zu führen“. Sein Bruder, der US-Außenminister John Foster Dulles, wies den US-Botschafter in Teheran an, putschwillige Iraner als Helfer zu rekrutieren.
Am 3. August 1953 hatte Roosevelt eine lange Unterredung mit Schah Mohammad Reza Pahlavi. In den Planungsunterlagen von TPAJAX wurde festgehalten, dass

„Wenn der Schah nicht den Vorschlägen der Vertreter der US-Regierung folgt, und die entsprechenden Dokumente unterzeichnet, wird General Zahedi davon in Kenntnis gesetzt, dass die Vereinigten Staaten auch ohne die aktive Zusammenarbeit mit dem Schah handeln werden.“

Roosevelt hatte klare Anweisungen. Er sollte dem Schah mitteilen, dass,

„wenn er nicht kooperiere, seine Dynastie bald am Ende sein werde. Die Vereinigten Staaten und Großbritannien hatten ihn in der Vergangenheit, trotz einiger Missverständnisse, unterstützt und würden ihn auch in Zukunft unterstützen. Wenn er allerdings jetzt nicht handle, würde diese Unterstützung beendet.“

Roosevelt machte dem Schah deutlich, dass wenn er nicht eingreife, der Iran kommunistisch würde oder ein zweites Korea drohe.
Am 13. August 1953 war es dann so weit. Der Schah unterzeichnete die Entlassungsurkunde von Premierminister Mossadegh und die Ernennungsurkunde von General Zahedi zum neuen Premierminister.
Die Führung der Sowjetunion war in der Zwischenzeit nicht untätig geblieben. Anatoli Lawrentjew wurde aus Bukarest abberufen und am 1. August 1953 sowjetischer Botschafter im Iran. Lawrentjew war 1948 Botschafter in der Tschechoslowakei gewesen und hatte einen nicht geringen Anteil am Sturz des Präsidenten Edvard Beneš. Beneš war wie Mossadegh Vorsitzender einer Regierung der Nationalen Front gewesen. Er war immer stärker unter sowjetischen Druck geraten, so dass am Ende seiner Regierungszeit die nichtkommunistischen Mitglieder seiner Regierung zurücktraten und die Kommunisten die Macht übernahmen. Lawrentjew, der die kommunistische Machtübernahme in der Tschechoslowakei organisiert hatte, war in dieser kritischen Phase der Regierung Mossadegh ohne Zweifel der erfahrene Partner, der die Tudeh-Partei in der nahen Zukunft entsprechend beraten konnte.

## Ablauf der Operation

### Entlassung Mossadeghs als Premierminister
Am 15. August 1953 wurde Mossadegh von Noureddin Kianouri, einem führenden Vertreter der Tudeh-Partei, telefonisch von seiner geplanten Entlassung durch den Schah unterrichtet. Noureddin Kianouri sprach von einem „Putsch gegen Mossadegh“. Die Tudeh-Partei hatte ein geheimes Netzwerk von Mittelsmännern in der Armee bis hin zur Imperial Guard des Schahs aufgebaut, und so von den Plänen, Mossadegh als Premierminister abzusetzen, erfahren. Oberst Nematollah Nassiri, Leiter der Imperial Guard, begab sich am Abend des 15. August zum Haus von Mossadegh und übergab ihm die von Schah Mohammad Reza Pahlavi unterzeichnete Entlassungsurkunde. Mossadegh unterzeichnete den Erhalt der Entlassungsurkunde. Nassiri verließ das Haus von Mossadegh und begab sich zum Stabschef der Armee, Riahi. Dort wurde Nassiri festgenommen. Riahi gab Befehl, die Imperial Guard zu entwaffnen. Die Offiziere der Garde wurden festgenommen, die Garde aufgelöst und ihre Angehörigen in andere Einheiten der Armee versetzt.
Mossadegh erklärte am nächsten Morgen in einer Rundfunkansprache:

„In der vergangenen Nacht wurde ein Staatsstreich gegen die Regierung versucht. Die meisten Verräter sind hinter Gittern. Nur Zahedi und einem kleinen Kern konnte die Flucht gelingen. Ich setze eine Belohnung von 500.000 Rial für die Ergreifung Zahedis aus. Tod allen Verrätern!“

Als der Schah erfuhr, dass sich Mossadegh seiner Entlassung widersetzt hatte, flog er am 16. August 1953 von seiner Residenz in Ramsar mit seiner Privatmaschine in Richtung Bagdad. Begleitet wurde er von seiner Frau Soraya, seinem Adjutanten Major Atabai, Oberleutnant Khatami und einem Piloten. In Bagdad traf der Schah mit dem US-Botschafter im Irak Burton Berry zusammen. Nach dem Treffen erklärte der Schah vor der internationalen Presse, dass er Premierminister Mossadegh entlassen und durch General Zahedi ersetzt hätte, da Mossadegh systematisch die Verfassung verletzt hätte. Er habe das Land verlassen, um Blutvergießen zu vermeiden, habe aber nicht abgedankt und werde umgehend zurückkehren, um seinem Land weiter zu dienen. Der Weiterflug des Schahs am 18. August 1953 nach Rom erfolgte mit einer gecharterten englischen Privatmaschine.
In Iran begann nach der Abreise des Schahs die politische Diskussion um das Thema „regime change“, einen Wechsel der Staatsform von der Monarchie zur Republik. Die Tudeh-Partei und ihr nahestehende Zeitschriften brachten in Titelzeilen die Schlagzeilen: „Die Macht gehört uns“ sowie „Wir fordern die Ausrufung der Republik und die Eröffnung eines Prozesses gegen den Schah“. Am gleichen Tag wurde von militanten Mitgliedern der Tudeh-Partei das Grabmal Reza Schah Pahlavis in Rey aufgebrochen und beschädigt. Parlamentspräsident Ajatollah Kaschani und sein Stellvertreter Ajatollah Behbahani wandten sich gegen Mossadegh. Behbahani warnte in öffentlichen Aufrufen vor der „Roten Gefahr“, die durch Mossadegh zum Niedergang des Islam führen würde. General Teymur Bachtiar, der Oberbefehlshaber der Streitkräfte in Kermānschāh, stellte sich auf die Seite von Schah Mohammad Reza Pahlavi und beabsichtigte mit seinen Truppen in Teheran einzumarschieren.
Für den 17. August 1953 organisierte Kermit Roosevelt jr. eine Pro-Schah-Demonstration. Zu diesem Zweck wurde von Roosevelt ein bekannter Kraftsportler aus den Zurchanehs mit dem Namen Schabân Jafari (von seinen Gegnern Schaban der Hirnlose genannt) beauftragt, mit 300 bis 400 Rowdys Unruhe zu stiften – sie sollten Pro-Schah-Parolen skandieren. US-Botschafter Loy Henderson wechselte am 18. August 1953 in Teheran ca. 400.000 US-Dollar bei der persischen Staatsbank Melli in Rial und Toman. Passanten, die „Hoch lebe der Schah“ schrien, bekamen danach wiederum von Jafari eine 10-Rial-Banknote.

### Scheitern von TPAJAX

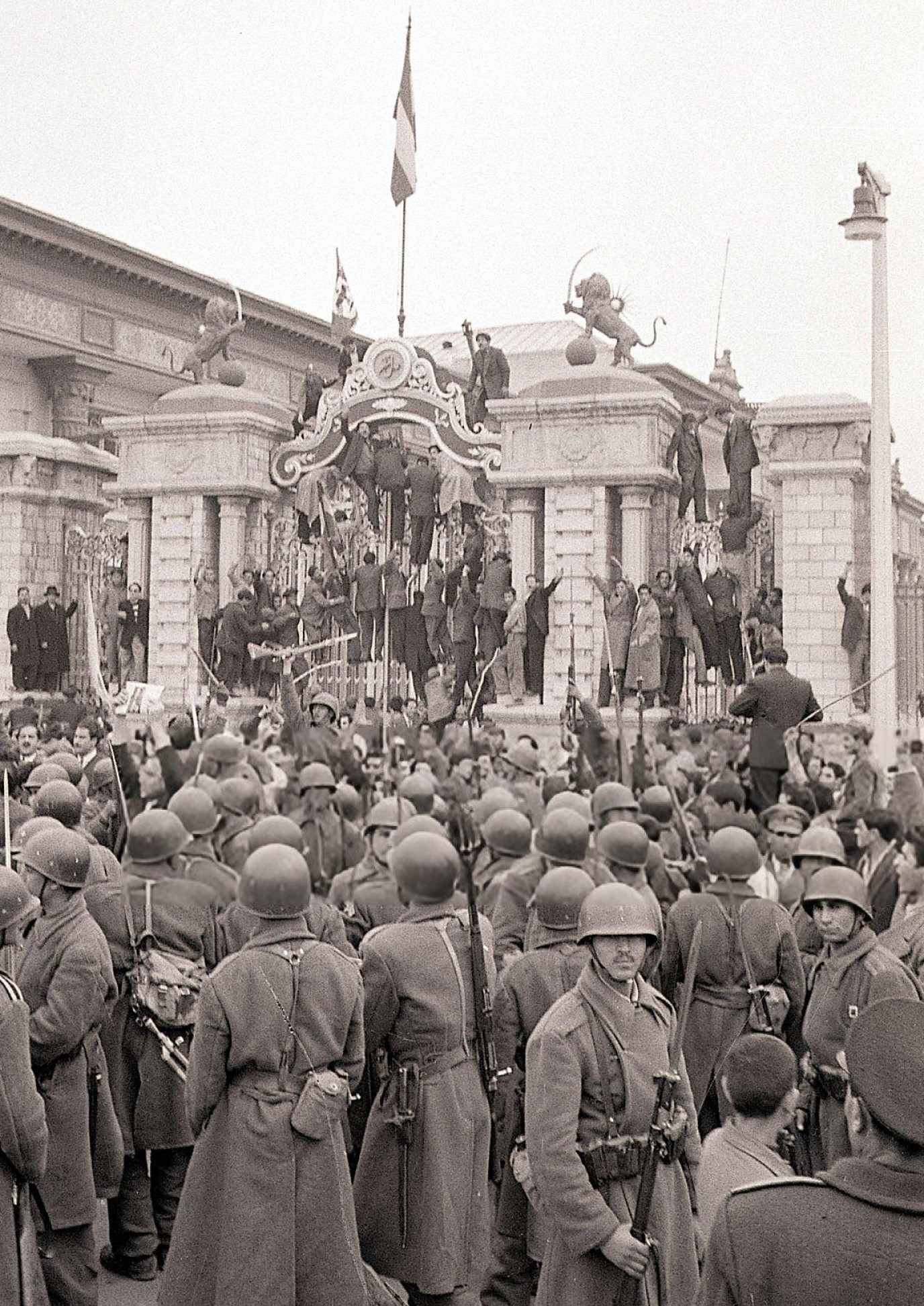
Soldaten umstellen das Parlamentsgebäude in Teheran, 19. August 1953

Am Abend des 18. August 1953 kamen die britische und die amerikanische Regierung zu dem Schluss, dass der Versuch, Mossadegh abzusetzen, gescheitert sei. Die CIA-Agenten wurden angewiesen, den Iran zu verlassen. In einem für den US-Präsidenten verfassten Memorandum wurde empfohlen, Mossadegh zu unterstützen. US-Botschafter Loy Henderson begab sich in den Amtssitz des Premierministers und wurde von Mossadegh empfangen. Henderson fragte Mossadegh, ob er ihm denn erklären könne, was denn in den letzten Tagen genau passiert sei, damit er seine Regierung informieren könne. Er selbst habe sich im Urlaub befunden und sei erst heute zurückgekehrt. Mossadegh sagte, er habe das Parlament aufgelöst, „da es sich des iranischen Volkes nicht würdig erwiesen habe“. Der Schah sei von den Briten aufgefordert worden, ihn festnehmen zu lassen. Als Nassiri dann gekommen sei, um ihn festzunehmen, sei er selbst festgenommen worden. Im Übrigen erklärte Mossadegh, dass er von einem Dekret des Schahs, dem zufolge er als Premierminister abgesetzt sei, nichts wisse. Und selbst wenn es dieses Dekret gegeben hätte, hätte er es nicht anerkannt, da der Schah nach seiner Auffassung eine rein zeremonielle Funktion habe. Henderson verabschiedete sich nach diesem ausführlichen Gespräch, und Mossadegh war der Überzeugung, dass die USA nun auf seiner Seite stünden.
Mossadegh hatte für die folgenden Tage alle Demonstrationen verboten und die Führer der Tudeh-Partei informiert, dass er keine weiteren gewalttätigen Aktionen mehr zulassen würde.

### Pro-Schah-Demonstrationen – Militär und Polizei vereinigen sich mit den Demonstranten

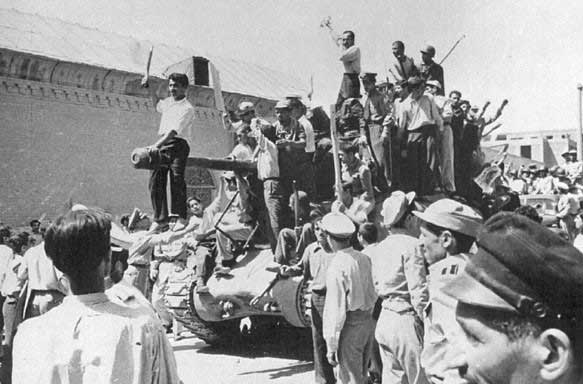
Ein Panzer auf dem Weg zum Haus von Mohammad Mossadegh, 19. August 1953

Am 19. August 1953 (28. Mordad 1332) entwickelte sich der Tag aber völlig anders, als Henderson erwartet und Mossadegh gehofft hatte. Bereits am frühen Morgen zogen Pro-Schah-Demonstranten durch die Straßen Teherans. Gegen Mittag schlossen sich Polizei- und Militäreinheiten den Mossadeghgegnern an und stürmten das Außenministerium, die Polizeizentrale und das Hauptquartier des Armee-Generalstabs. Um der Bevölkerung den Erlass des Schahs, dass Mossadegh vom Schah als Premierminister entlassen und General Zahedi zum neuen Premierminister ernannt wurde, bekannt zu machen, hatte der Sohn von General Zahedi, Ardeschir Zahedi, bereits am 16. August 10.000 Exemplare in einer Druckerei herstellen und unter der Bevölkerung und an die Presse verteilen lassen. Am 18. August war eine Kopie der vom Schah unterschriebenen Entlassungsurkunde Mossadeghs und Ernennungsurkunde Zahedis auf der ersten Seite der Zeitung Shahed, herausgegeben von Mozaffar Baqai, abgedruckt worden. Weitere Zeitungen veröffentlichten die Urkunden am 19. August. Die Nachrichten über die Entlassung Mossadeghs verbreiteten sich rasch in Teheran. Im Basarviertel sammelten sich die Pro-Schah-Demonstrationen gegen neun Uhr und zogen dann durch die Straßen Teherans mit Pro-Schah-Rufen. Auch in den Provinzen kam es zu Pro-Schah-Demonstrationen. In Tabriz, Esfahan und Schiraz waren Zivilisten und Militärs auf den Straßen und riefen „Lang lebe der Schah“. Öffentliche Gebäude wurden von den Demonstranten besetzt und über die lokalen Radiostationen wurden Durchsagen zur Unterstützung von Schah Mohammad Reza Pahlavi gesendet.
Die Pro-Mossadegh-Truppen, die zwar alarmiert waren und wichtige Positionen in Teheran besetzt hatten, verhielten sich neutral bzw. waren nach einer Rede General Zahedis auf dem Parlamentsplatz Baharestan auf dessen Seite übergelaufen. „Im Grunde hat die Armee die entscheidende Wende gebracht“, so de Villiers, „die Masse der Demonstranten ist nur für einige besondere Aufgaben eingesetzt worden […] insbesondere aber, um der Intervention der Militärs einen spontan-populistischen Charakter zu verleihen.“ Der Führer der Tudeh-Partei Kianouri forderte Mossadegh auf, „die Massen zu mobilisieren und Waffen an die Bevölkerung auszugeben“, was dieser aber ablehnte.
Bewaffnete Auseinandersetzungen zwischen Mossadegh-Anhängern und General Zahedi ergebenen Truppen fanden überwiegend vor dem Haus Mossadeghs statt und forderten über 200 Tote und 300 Verwundete. General Rihani erreichte Mossadegh am Telefon und forderte ihn auf, aufzugeben. Um fünf Uhr nachmittags gab Mossadegh auf. In einer kurzen Erklärung betonte er, dass er der rechtmäßige Premierminister sei, dass aber die Sicherheitsorgane seinen Anweisungen nicht mehr nachkämen. Die Demonstranten vor dem Haus von Mossadegh drangen in das Gebäude ein und plünderten es. Mossadegh war über die Gartenmauer in das Nachbarhaus geklettert und hielt sich dort die Nacht über verborgen. Am nächsten Tag wollte Mossadegh sich den Sicherheitsorganen stellen. Er begab sich zunächst in das Haus eines seiner Minister und wurde dort von Polizisten, die nach ihm gesucht hatten, entdeckt und festgenommen.
Der höchste islamische Geistliche Großajatollah Hossein Borudscherdi soll bei einem Treffen der iranischen Geistlichkeit, bei der es um die Bewertung der politischen Ereignisse und die Haltung der Geistlichkeit ging, gesagt haben: „Das Land braucht einen König“ (mamlekat Shah mikhahad), worauf hin die Ajatollahs Behbahani und Kaschani die „üblichen Aktivisten“ aufriefen, auf die Straße zu gehen und zu demonstrieren. Nach dem Sturz Mossadeghs sandte der Schah aus Rom ein Telegramm an Borudscherdi und Behbahani, in dem er ihnen für die Unterstützung dankte. Borudscherdi antwortete: „Ich hoffe, dass die wohlbehaltene Rückkehr Ihrer Majestät dem Übel hier ein Ende setzen, dem Islam Ruhm und Ehre und den Muslimen Wohlergehen bringen wird.“ Nach de Villiers hat die Operation Wiedereinsetzung des Schah die CIA genau 32,643 Millionen Rial gekostet, was zu jener Zeit einer Summe von 390.000 US-Dollar entsprach.
Aus anderen Dokumenten geht hervor, dass die CIA Zahedi in den ersten Tagen mit 5 Millionen US-$ unterstützte.

## Folgen
Jede nach dem Sturz Mossadeghs vom Parlament bestätigte Regierung arbeitete eng mit dem Schah zusammen. Reformen wie z. B. die Weiße Revolution wurden explizit vom Schah vorgestellt und mittels Referendum verabschiedet. Auch kann die Gründung des iranischen Geheimdienstes SAVAK als Folge der Regierungszeit Mossadeghs angesehen werden. Nach diesen Vorkommnissen wollte der Schah seine Position unter allen Umständen festigen. Der SAVAK bekämpfte marxistische und islamistische Guerillabewegungen rigoros. Widerstand gegen die Politik des Schahs wurde unterdrückt, bis es 1978 zur sogenannten „Öffnung des politischen Raumes“ kam, in deren Folge es dann 1979 zur Islamischen Revolution und zum Sturz des Schahs kam.
Was die Ölpolitik betraf, übernahm 1954 ein internationales Konsortium für die nächsten 25 Jahre die Förderung und Vermarktung des iranischen Erdöls. Dabei wurde der britische Anteil auf 40 % reduziert, bei gleichzeitigem Einstieg von fünf amerikanischen Ölgesellschaften mit 40 % Geschäftsanteil, 14 % gelangten an Royal Dutch Shell und 6 % an das französische Unternehmen CFP (später TotalEnergies). Der iranische Gewinnanteil an den Erdöleinnahmen betrug zunächst 25 %. Der Vertrag wurde nach der durch den Schah initiierten Gründung der OPEC mehrfach geändert, so dass der iranische Anteil an den Erdöleinnahmen am Ende mehr als 50 % erreichte. Die Laufzeit des Konsortialvertrages endete 1979.
Der Autor Tim Weiner zitiert 2007 bezüglich der Rolle der CIA in der Operation Ajax zunächst eine Aussage des Analytikers und CIA-Mitglieds Ray S. Cline aus dem Jahr 1976:

„‚Das Problem mit diesem scheinbar brillanten Erfolg‘ war ‚der extravagante Eindruck der Macht der CIA, den er erschuf.‘ schrieb Cline. ‚Es war kein Beweis dafür, dass die CIA Regierungen stürzen und Herrscher einsetzen konnte; es war ein Einzelfall, in dem gerade zur richtigen Zeit in der richtigen Weise das richtige Quantum Beihilfe geleistet wurde.‘ Dadurch, dass die CIA sich die Gefolgschaft von Soldaten und Straßengesindel gekauft hatte, konnte sie den Gewaltpegel schaffen, der zur Durchführung eines Putsches ausreichte. Geldsummen wanderten in bestimmte Hände, und diese Hände führten einen Regierungswechsel herbei.“

Anatoli Lawrentjew, der sowjetische Botschafter im Iran, wurde nach dem Sturz Mossadeghs zunächst aus dem Iran abberufen. Ihm wurde in Moskau die Schuld am „Scheitern der sowjetischen Agenda“ zugesprochen. Lawrentjew soll am 19. August 1953 einen Selbstmordversuch verübt haben. Kurze Zeit später kehrte Lawrentjew jedoch aus Moskau zurück und übernahm wieder den Posten des sowjetischen Botschafters in Teheran.
Die Beziehungen mit dem Nachbarland Irak verschlechterten sich nach dem Sturz drastisch und der Irak brach seine diplomatischen Beziehungen mit dem Vereinigten Königreich und dem Iran ab.

## Zur Beteiligung der CIA beim Umsturz 1953
Jahrzehntelang bestritten die Vereinigten Staaten und Großbritannien eine Beteiligung am Sturz Mossadeghs. Mitte der 1970er-Jahre schrieb ein interner Historiker der CIA einen Bericht mit dem Namen The Battle for Iran, in dem es hieß, dass der Militärputsch „unter der Leitung der CIA als ein Akt der US-Außenpolitik“ durchgeführt wurde. Dieser Bericht wurde 1981 als Reaktion auf eine Klage der American Civil Liberties Union in Teilen veröffentlicht. Der Abschnitt, in dem die verdeckte Operation beschrieben wurde, blieb jedoch unter Verschluss.
Im März 2000 räumte US-Außenministerin Madeleine Albright ein, dass die „Vereinigten Staaten eine bedeutende Rolle bei der Inszenierung des Sturzes des populären iranischen Premierministers Mohammad Mosaddeq gespielt haben“. Sie bezeichnete den Staatsstreich als „Rückschlag für die politische Entwicklung des Irans“ und zeigte Mitgefühl mit den Iranern, die „diese Einmischung Amerikas in ihre inneren Angelegenheiten weiterhin ablehnen“.
Sowohl Bill Clinton als auch Barack Obama bestätigten öffentlich die Rolle der Vereinigten Staaten bei dem Staatsstreich. Im Jahr 2009 erklärte Obama in seiner Rede an die islamische Welt: „Mitten im Kalten Krieg spielten die Vereinigten Staaten eine Rolle beim Sturz einer demokratisch gewählten iranischen Regierung.“
Nach 60 Jahren hat auch erstmals die CIA selbst ihre Beteiligung an der Operation Ajax öffentlich eingeräumt. Die Aufhebung der Geheimhaltung („declassification“) maßgeblicher Papiere am 19. August 2013 war auf Drängen des unabhängigen National Security Archive an der George Washington University hin geschehen. Es begrüßte die Entscheidung der CIA zur Freigabe der Materialien und äußerte die Auffassung, dass dies auch schon vor vielen Jahren durchaus ohne Gefährdung der nationalen Sicherheit hätte geschehen können. Der stellvertretende Archiv-Direktor Malcolm Byrne wies nicht zuletzt darauf hin:

„Es gibt keine guten Gründe mehr, aus einem derart entscheidenden Abschnitt unserer jüngsten Vergangenheit ein Geheimnis zu machen… Die grundlegenden Fakten sind weithin jedem Schulkind im Iran bekannt. Eine Unterdrückung der Details verzerrt nur die Geschichte und führt zur Mythenbildung auf allen Seiten.“

Das National Security Archive stellte die CIA-Akten auch der Öffentlichkeit im Internet zur Verfügung.
Ray Takeyh, Senior Fellow am Council on Foreign Relations, bewertete die Rolle der CIA in einem 2014 erschienenen Artikel als unbedeutend. Der Sturz Mosaddeqs sei unabhängig von Handlungen der Vereinigten Staaten unvermeidbar gewesen und der schiitische Klerus habe selbst eine wichtige Rolle gespielt.
Im Frühjahr 2017 veröffentlichte das Office of the Historian des State Departments eine umfangreiche Dokumentation mit dem Titel Foreign Relations of the United States, 1952–1954, Iran, 1951–1954.
Der Historiker Roham Alvandi und der Politikwissenschaftler Mark J. Gasiorowski schrieben 2019, dass die von der CIA veröffentlichten Dokumente eine unbequeme Wahrheit sowohl für amerikanische Befürworter eines Regimewechsels im Iran als auch für iranische Monarchisten, die den Staatsstreich als einen Volksaufstand zur Unterstützung des Schahs porträtierten, seien. Die Gegner des derzeitigen Regimes im Iran würden mit einer revisionistischen Geschichtsschreibung antworten, die durch Autoren wie den ehemaligen iranischen Diplomaten Darioush Bayandor und Ray Takeyh veröffentlicht würden. Die Sichtweise Takeyhs basiere auf einer zutiefst fehlerhaften und äußerst selektiven Auslegung der verfügbaren Quellen.